# Aristocypha
Aristocypha – rodzaj ważek z rodziny Chlorocyphidae.

## Podział systematyczny
Do rodzaju należą następujące gatunki:
- Aristocypha aino Hämäläinen, Reels & Zhang, 2009
- Aristocypha baibarana Matsumura, 1931
- Aristocypha chaoi (Wilson, 2004)
- Aristocypha cuneata (Selys, 1853)
- Aristocypha fenestrella (Rambur, 1842)
- Aristocypha fulgipennis (Guérin-Méneville, 1831)
- Aristocypha hilaryae (Fraser, 1927)
- Aristocypha immaculata (Selys, 1879)
- Aristocypha iridea (Selys, 1891)
- Aristocypha quadrimaculata (Selys, 1853)
- Aristocypha spuria (Selys, 1879)
- Aristocypha trifasciata (Selys, 1853)